# جاي ديفيد إروين
جاي ديفيد إروين (بالإنجليزية: J. David Irwin)‏ هو كاتب أمريكي، ولد في 9 أغسطس 1939 في منيابولس في الولايات المتحدة.